# Cosmioperla macrops
Cosmioperla macrops är en bäcksländeart som först beskrevs av Günther Theischinger 1983.  Cosmioperla macrops ingår i släktet Cosmioperla och familjen Eustheniidae. Inga underarter finns listade i Catalogue of Life.